# زیردریایی یو-۳۶۶
زیردریایی یو-۳۶۶ (به انگلیسی: German submarine U-366) یک زیردریایی بود که طول آن ۶۷٫۱ متر (۲۲۰ فوت ۲ اینچ) بود. این زیردریایی در سال ۱۹۴۳ ساخته شد.